# VideoSuite
Movavi Video Suite ist ein Programm zur Bearbeitung von digitalem Video der Firma Movavi Ltd. mit einer einfachen Bedienung und breiten Akzeptanz von Videoformaten.
Movavi Video Suite besteht aus sechs verschiedenen Programmteilen:
- Modul zum Aufnehmen von Video vom Camcorder oder Webcam
- Modul zum Konvertieren von verschiedenen Videoformaten. Liest auch DVDs die nicht kopiergeschützt sind
- Bearbeitungsmodul für Videoclips. Hier werden Korrekturfilter oder Effekte angewendet
- Modul zum automatischen oder manuellen Schneiden von Videos schneidet AVI und MPEG ohne neue Komprimierung
- Modul zum Gestalten von Video-Grußkarten
- Brenner für CDs und DVDs[2]

## Unterstützte Formate
| Eingabeformate | AVI, MPEG1, MPEG2, MPEG4 (iPod, PSP, MP4), 3GPP, 3GPP2, MOV, DVD, IFO, VOB, DAT, WMV, ASF |
| Ausgabeformate | FLV, AVI, MPEG1, MPEG2, MPEG4 (iPod, PSP, MP4), 3GPP, 3GPP2, WMV, RM, MP3, WAV, WMA       |